# Samorząd Regionu Golan
Samorząd Regionu Golan (hebr. ‏מועצה אזורית גולן‎, arab. ‏مجلس الجولان الإقليمي‎) – samorząd regionu położony w Dystrykcie Północnym, w Izraelu.
Samorządowi podlegają osady rolnicze położone na Wzgórzach Golan.

## Osiedla
Stolicą administracyjną i gospodarczą regionu jest miasto Kacrin. Znajduje się tutaj 10 kibuców i 20 moszawów.

### Kibuce
| - Afik - El-Rom - Geszur - Kefar Charuw | - Mecar - Mewo Chamma - Ortal |

## Moszawy
| - Allone ha-Baszan - Awne Etan - Keszet - Newe Atiw | - Nimrod - Now - Odem - Ramot |